# بولاو بريستس
بولاو بريستس (بالبرتغالية: Paulo Sérgio Prestes) مواليد 15 فبراير 1988 في ساو باولو، هو لاعب كرة سلة برازيلي. بدأ مسيرته الاحترافية في سنة 2005. تم اختياره من قبل فريق مينيسوتا تمبر ولفز خلال الدرافت. يلعب في الدوري البرازيلي لكرة السلة كلاعب وسط. يبلغ طوله 6 قدم 11 بوصة (2.1 م). حقق المركز الأول في دورة الألعاب الأمريكية 2007.

## المسيرة الاحترافية
لعب مع بالونكيستو مالقا في الدوري الإسباني من سنة 2006 إلى 2009، ثم لعب مع سي بي مورسيا في موسم 2009–2010، ثم لعب مع نادي غرناطة لكرة السلة من سنة 2010 إلى 2012، ثم لعب مع سي بي غران كناريا في الدوري الإسباني في موسم 2012–2013، ثم لعب مع فرانكا لكرة السلة في موسم 2013–2014.

## الميداليات
| الميدالية | المسابقة                    |
| --------- | --------------------------- |
| ذهبية     | دورة الألعاب الأمريكية 2007 |

## روابط خارجية
- بولاو بريستس على موقع الاتحاد الدولي لكرة السلة (الإنجليزية)
- بولاو بريستس على موقع سبورتس رفرنس (الإنجليزية)
- بولاو بريستس على موقع الدوري الإسباني لكرة السلة (الإسبانية)
- بولاو بريستس على موقع كرة السلة الأوروبية.كوم (الإنجليزية)
- بولاو بريستس على موقع ريلجم (الإنجليزية)
- بولاو بريستس على موقع بروبوليرز (الإنجليزية)
- بولاو بريستس على موقع سبورتس رفرنس (الإنجليزية)